# رئیس کل بانک مرکزی ایران
رئیس کل بانک مرکزی ایران، به مدیر مسئول بانک مرکزی جمهوری اسلامی ایران گفته می‌شود.
در ابتدا به پیشنهاد وزیر امور اقتصادی و دارایی به هیئت وزیران معرفی می‌گردد و پس از تأیید، حکم وی توسط رئیس‌جمهور صادر می‌گردد. وی به مدت ۵ سال مدیریت بانک مرکزی را به عهده خواهد داشت و انتخاب مجدد وی بلامانع است.

## تاریخچه
با استناد به قانون پولی و بانکی مصوب سال ۱۳۳۹ در گذشته پس از پیشنهاد وزیر اقتصاد مجمع عمومی بانک مرکزی، رئیس کل را تأیید می‌کرد و بعد به تصویب هیئت دولت می‌رسید.

مجمع عمومی بانک مرکزی جمهوری اسلامی ایران شامل رئیس‌جمهور (ریاست مجمع)، وزیر امور اقتصادی و دارایی، رئیس سازمان برنامه و بودجه و دو نفر از وزرا به انتخاب هیئت وزیران است.

## فهرست رؤسای کل بانک مرکزی ایران
رؤسای کل بانک مرکزی کشور ایران از ابتدای تأسیس تاکنون به شرح زیر هستند: 
| فهرست رؤسای کل بانک مرکزی ایران  | فهرست رؤسای کل بانک مرکزی ایران | فهرست رؤسای کل بانک مرکزی ایران | فهرست رؤسای کل بانک مرکزی ایران | فهرست رؤسای کل بانک مرکزی ایران | فهرست رؤسای کل بانک مرکزی ایران | فهرست رؤسای کل بانک مرکزی ایران |
| #                                | نام                             | از                              | تا                              | وزیر اقتصاد و دارایی            | رئیس دولت                       |                                 |
| کشور شاهنشاهی ایران (۱۳۳۹-۱۳۵۷)  | کشور شاهنشاهی ایران (۱۳۳۹-۱۳۵۷) | کشور شاهنشاهی ایران (۱۳۳۹-۱۳۵۷) | کشور شاهنشاهی ایران (۱۳۳۹-۱۳۵۷) | کشور شاهنشاهی ایران (۱۳۳۹-۱۳۵۷) | کشور شاهنشاهی ایران (۱۳۳۹-۱۳۵۷) |                                 |
| -------------------------------- | ------------------------------- | ------------------------------- | ------------------------------- | ------------------------------- | ------------------------------- | ------------------------------- |
| ۱                                | ابراهیم کاشانی                  | ۱۳۳۹                            | ۱۳۴۰                            | -                               | اقبال                           |                                 |
| ۱                                | ابراهیم کاشانی                  | ۱۳۳۹                            | ۱۳۴۰                            | -                               | شریف امامی                      |                                 |
| ۲                                | علی‌اصغر پورهمایون               | ۱۳۴۰                            | ۱۳۴۳                            | -                               | امینی                           |                                 |
| ۲                                | علی‌اصغر پورهمایون               | ۱۳۴۰                            | ۱۳۴۳                            | -                               | علم                             |                                 |
| ۲                                | علی‌اصغر پورهمایون               | ۱۳۴۰                            | ۱۳۴۳                            | -                               | منصور                           |                                 |
| ۳                                | محمدمهدی سمیعی                  | ۲۳اردیبهشت ۱۳۴۳                 | ۵ آذر ۱۳۴۸                      | -                               | هویدا                           |                                 |
| ۴                                | خداداد فرمانفرمائیان            | ۵ آذر ۱۳۴۸                      | ۲۷ خرداد ۱۳۴۹                   | -                               | هویدا                           |                                 |
| ۵                                | محمدمهدی سمیعی                  | ۲۷ خرداد ۱۳۴۹                   | ۲۹اردیبهشت ۱۳۵۰                 | -                               | هویدا                           |                                 |
| ۶                                | عبدالعلی جهانشاهی               | ۲۹اردیبهشت ۱۳۵۰                 | ۱۵ مرداد ۱۳۵۲                   | -                               | هویدا                           |                                 |
| ۷                                | محمد یگانه                      | ۱۵ مرداد ۱۳۵۲                   | ۴ آبان ۱۳۵۴                     | هوشنگ انصاری                    | هویدا                           |                                 |
| ۸                                | حسنعلی مهران                    | ۴ آبان ۱۳۵۴                     | ۲۳ بهمن ۱۳۵۶                    | هوشنگ انصاری                    | هویدا                           |                                 |
| ۹                                | یوسف خوش‌کیش                     | ۲۷ بهمن ۱۳۵۶                    | ۲۲ بهمن ۱۳۵۷                    | محمد یگانه                      | آموزگار                         |                                 |
| ۹                                | یوسف خوش‌کیش                     | ۲۷ بهمن ۱۳۵۶                    | ۲۲ بهمن ۱۳۵۷                    | محمد یگانه                      | شریف امامی                      |                                 |
| ۹                                | یوسف خوش‌کیش                     | ۲۷ بهمن ۱۳۵۶                    | ۲۲ بهمن ۱۳۵۷                    | محمد یگانه                      | ازهاری                          |                                 |
| ۹                                | یوسف خوش‌کیش                     | ۲۷ بهمن ۱۳۵۶                    | ۲۲ بهمن ۱۳۵۷                    | محمد یگانه                      | بختیار                          |                                 |
| جمهوری اسلامی ایران (۱۳۵۷-اکنون) |                                 |                                 |                                 |                                 |                                 |                                 |
| ۱۰                               | محمدعلی مولوی                   | ۶ اسفند ۱۳۵۷                    | ۱۴ آبان ۱۳۵۸                    | علی اردلان                      | بازرگان                         |                                 |
| ۱۱                               | علیرضا نوبری                    | ۲۴ آبان ۱۳۵۸                    | ۲۳ خرداد ۱۳۶۰                   | رضا سلیمی                       | بنی‌صدر                          |                                 |
| ۱۱                               | علیرضا نوبری                    | ۲۴ آبان ۱۳۵۸                    | ۲۳ خرداد ۱۳۶۰                   | سید محسن نوربخش                 | بنی‌صدر                          |                                 |
| ۱۲                               | سید محسن نوربخش                 | ۲۳ خرداد ۱۳۶۰                   | ۱۲ مرداد ۱۳۶۵                   | حسین نمازی                      | میرحسین موسوی                   |                                 |
| ۱۲                               | سید محسن نوربخش                 | ۲۳ خرداد ۱۳۶۰                   | ۱۲ مرداد ۱۳۶۵                   | محمدناصر شرافت                  | میرحسین موسوی                   |                                 |
| ۱۳                               | مجید قاسمی                      | ۱۲ مرداد ۱۳۶۵                   | شهریور ۱۳۶۸                     | محمدجواد ایروانی                | میرحسین موسوی                   |                                 |
| ۱۴                               | سید محمدحسین عادلی              | ۲۲ شهریور ۱۳۶۸                  | ۲۳ شهریور ۱۳۷۳                  | سید محسن نوربخش                 | رفسنجانی                        |                                 |
| ۱۴                               | سید محمدحسین عادلی              | ۲۲ شهریور ۱۳۶۸                  | ۲۳ شهریور ۱۳۷۳                  | عبدالحسین وهاجی                 | رفسنجانی                        |                                 |
| ۱                                | سید محسن نوربخش                 | ۲۳ شهریور ۱۳۷۳                  | ۲ فروردین ۱۳۸۲                  | مرتضی محمدخان                   | خاتمی                           |                                 |
| ۱                                | سید محسن نوربخش                 | ۲۳ شهریور ۱۳۷۳                  | ۲ فروردین ۱۳۸۲                  | حسین نمازی                      | خاتمی                           |                                 |
| ۱                                | سید محسن نوربخش                 | ۲۳ شهریور ۱۳۷۳                  | ۲ فروردین ۱۳۸۲                  | طهماسب مظاهری                   | خاتمی                           |                                 |
| ۱۶                               | ابراهیم شیبانی                  | ۷ اردیبهشت ۱۳۸۲                 | ۱۰ شهریور ۱۳۸۶                  | سید صفدر حسینی                  | خاتمی                           |                                 |
| ۱۷                               | طهماسب مظاهری                   | ۱۴ شهریور ۱۳۸۶                  | ۲ مهر ۱۳۸۷                      | داود دانش جعفری                 | احمدی‌نژاد                       |                                 |
| ۱۸                               | محمود بهمنی                     | ۲ مهر ۱۳۸۷                      | ۳ شهریور ۱۳۹۲                   | سید شمس‌الدین حسینی              | احمدی‌نژاد                       |                                 |
| ۱۹                               | ولی‌الله سیف                     | ۳ شهریور ۱۳۹۲                   | ۳ مرداد ۱۳۹۷                    | علی طیب‌نیا                      | روحانی                          |                                 |
| ۲۰                               | عبدالناصر همتی                  | ۳ مرداد ۱۳۹۷                    | ۹ خرداد ۱۴۰۰                    | مسعود کرباسیان                  | روحانی                          |                                 |
| ۲۰                               | عبدالناصر همتی                  | ۳ مرداد ۱۳۹۷                    | ۹ خرداد ۱۴۰۰                    | سید رحمت‌الله اکرمی              | روحانی                          |                                 |
| ۲۰                               | عبدالناصر همتی                  | ۳ مرداد ۱۳۹۷                    | ۹ خرداد ۱۴۰۰                    | فرهاد دژپسند                    | روحانی                          |                                 |
| ۲۱                               | اکبر کمیجانی                    | ۹ خرداد ۱۴۰۰                    | ۱۴ مهر ۱۴۰۰                     |                                 | روحانی                          |                                 |
| ۲۲                               | علی صالح‌آبادی                   | ۱۴ مهر ۱۴۰۰                     | ۸ دی ۱۴۰۱                       | سید احسان خاندوزی               | رئیسی                           |                                 |
| ۲۳                               | محمدرضا فرزین                   | ۸ دی ۱۴۰۱                       | متصدی                           | سید احسان خاندوزی               | رئیسی                           |                                 |
| ۲۳                               | محمدرضا فرزین                   | ۸ دی ۱۴۰۱                       | متصدی                           | عبدالناصر همتی                  | پزشکیان                         |                                 |